# Schabrackenpanzerwels
Der Schabrackenpanzerwels (Scleromystax barbatus) ist ein Süßwasserzierfisch der Gattung Scleromystax aus der Familie der Callichthyidae, er ist im östlichen Brasilien beheimatet und mit einer maximalen Körpergröße von 12 cm die größte bekannte Panzerwelsart.
Der Schabrackenpanzerwels lebt in kleineren Schwärmen und hält sich überwiegend, aber nicht ausschließlich, am Boden des Gewässers auf. Als Darmatmer benötigt er überdies freien Zugang zur Wasseroberfläche.
Der friedliche Fisch eignet sich gut zur Haltung in Aquarien, benötigt wegen seiner Größe aber entsprechenden Schwimmraum. Die Männchen dieser Art sind deutlich farbenprächtiger als die Weibchen.